# Nuoto ai campionati mondiali di nuoto 2007 - 200 metri rana femminili
La gara di nuoto dei 200 metri rana femminili dei campionati mondiali di nuoto 2007 è stata disputata il 29 e 30 marzo presso la Rod Laver Arena di Melbourne.
Vi hanno preso parte 55 atlete.
La competizione è stata vinta dalla nuotatrice australiana Leisel Jones, alle sue spalle ex aequo la britannica Kirsty Balfour e la statunitense Megan Jendrick.

## Podio
| Posizione | Atleta         | Nazionalità   |
| --------- | -------------- | ------------- |
| Oro       | Leisel Jones   | Australia     |
| Argento   | Kirsty Balfour | Gran Bretagna |
| Argento   | Megan Jendrick | Stati Uniti   |

## Programma
| Data          | Ora   | Turno      |
| ------------- | ----- | ---------- |
| 29 marzo 2007 | 11:01 | Batterie   |
| 29 marzo 2007 | 19:23 | Semifinali |
| 30 marzo 2007 | 19:52 | Finale     |

## Record
Prima della manifestazione il record del mondo e il record dei campionati erano i seguenti.
| Record mondiale       | 2'20"54 | Leisel Jones Australia | 1º febbraio 2006 Melbourne, Australia |
| Record dei campionati | 2'21"72 | Leisel Jones Australia | 29 luglio 2005 Montreal, Canada       |

## Risultati

### Batterie
I migliori 16 tempi accedono alle semifinali
| Pos. | Batteria | Corsia | Atleta                    | Nazionalità        | Tempo       | Note |
| ---- | -------- | ------ | ------------------------- | ------------------ | ----------- | ---- |
| 1    | 7        | 5      | Suzaan van Biljon         | Sudafrica          | 2:27.03     | Q    |
| 2    | 6        | 8      | Sandra Jacobson           | Svezia             | 2:27.08     | Q    |
| 3    | 7        | 4      | Leisel Jones              | Australia          | 2:27.10     | Q    |
| 4    | 6        | 3      | Birte Steven              | Germania           | 2:27.85     | Q    |
| 5    | 7        | 3      | Seul Ki Jung              | Corea del Sud      | 2:27.90     | Q    |
| 6    | 5        | 3      | Tara Kirk                 | Stati Uniti        | 2:28.50     | Q    |
| 7    | 5        | 4      | Kirsty Balfour            | Gran Bretagna      | 2:28.53     | Q    |
| 8    | 7        | 6      | Megan Jendrick            | Stati Uniti        | 2:28.71     | Q    |
| 9    | 7        | 8      | Hanna Westrin             | Svezia             | 2:28.95     | Q    |
| 10   | 5        | 5      | Asami Kitagawa            | Giappone           | 2:29.34     | Q    |
| 11   | 7        | 1      | Anna Chlistunova          | Ucraina            | 2:29.38     | Q    |
| 12   | 6        | 5      | Luo Nan                   | Cina               | 2:29.54     | Q    |
| 13   | 6        | 4      | Qi Hui                    | Cina               | 2:30.05     | Q    |
| 14   | 7        | 2      | Yuliya Pidlisna           | Ucraina (bandiera) | 2:30.17     | Q    |
| 15   | 7        | 7      | Mirna Jukić               | Austria            | 2:30.45     | Q    |
| 16   | 5        | 7      | Beata Kaminska            | Polonia            | 2:30.61     | Q    |
| 17   | 6        | 7      | Anna-Mari Gulbrandsen     | Norvegia           | 2:30.84     |      |
| 18   | 6        | 6      | Sally Foster              | Australia          | 2:30.85     |      |
| 19   | 4        | 6      | Ina Kapishina             | Bielorussia        | 2:31.02     |      |
| 20   | 6        | 2      | Anne Poleska              | Germania           | 2:31.24     |      |
| 21   | 5        | 8      | Sophie de Ronchi          | Francia            | 2:31.30     |      |
| 22   | 5        | 1      | Chiara Boggiatto          | Italia             | 2:31.49     |      |
| 23   | 4        | 4      | Marina Kuč                | Montenegro         | 2:32.59     |      |
| 23   | 6        | 1      | Elena Bogomazova          | Russia             | 2:32.59     |      |
| 25   | 5        | 2      | Su Yeon Back              | Corea del Sud      | 2:32.61     |      |
| 26   | 4        | 3      | Diana Gomes               | Portogallo         | 2:33.14     |      |
| 27   | 4        | 5      | Annabelle Carey           | Nuova Zelanda      | 2:34.31     |      |
| 28   | 5        | 6      | Yoshimi Miwa              | Giappone           | 2:34.58     |      |
| 29   | 3        | 1      | Jaclyn Marissa Pangilinan | Filippine          | 2:36.24     |      |
| 30   | 3        | 5      | Sara Elbekri              | Marocco            | 2:36.28     |      |
| 31   | 4        | 2      | Adriana Marmolejo         | Messico            | 2:37.07     |      |
| 32   | 4        | 8      | Ciara Farrell             | Irlanda            | 2:37.18     |      |
| 33   | 3        | 6      | Man Yi Yvette Kong        | Hong Kong          | 2:41.45     |      |
| 34   | 2        | 5      | Anastasia Christoforou    | Cipro              | 2:41.94     |      |
| 35   | 3        | 8      | Cheryl Lim                | Singapore          | 2:42.52     |      |
| 36   | 3        | 3      | Lina Cahya Utami          | Indonesia          | 2:42.77     |      |
| 37   | 3        | 2      | Daniela Victoria          | Venezuela          | 2:42.87     |      |
| 38   | 4        | 1      | Man Hsu Lin               | Taipei cinese      | 2:45.47     |      |
| 39   | 2        | 3      | Desak Nyoman Rina         | Indonesia          | 2:47.34     |      |
| 40   | 2        | 1      | On Kei Lei                | Macao              | 2:49.06     |      |
| 41   | 2        | 4      | Chun Hui Khoonnie Liang   | Singapore          | 2:49.57     |      |
| 42   | 3        | 7      | Thi Thuan Tran            | Vietnam            | 2:49.65     |      |
| 43   | 3        | 4      | I Chuan Chen              | Taipei cinese      | 2:49.85     |      |
| 44   | 1        | 3      | Katerine Moreno           | Bolivia            | 2:49.99     |      |
| 45   | 1        | 6      | Chinyere Pigot            | Suriname           | 2:50.26     |      |
| 46   | 2        | 6      | Sin Ian Lei               | Macao              | 2:50.54     |      |
| 47   | 1        | 5      | Ranohon Amanova           | Uzbekistan         | 2:51.50     |      |
| 48   | 2        | 8      | Nibal Yamout              | Libano             | 2:51.71     |      |
| 49   | 2        | 2      | Oksana Hatamkhanova       | Azerbaigian        | 2:54.27     |      |
| 50   | 1        | 7      | Blessing Forcados         | Nigeria            | 2:54.38     |      |
| 51   | 2        | 7      | Ann Salnikova             | Georgia            | 2:55.08     |      |
| 52   | 1        | 8      | Thi Hue Pham              | Vietnam            | 2:55.35     |      |
| 53   | 1        | 4      | Karen Poujol Zepeda       | Honduras           | 2:58.37     |      |
| 54   | 1        | 2      | Kelly How Tam Fat         | Mauritius          | 3:00.29     |      |
| -    | 4        | 7      | Louise Mai Jansen         | Danimarca          | non partita |      |

### Semifinali
I migliori 8 tempi accedono alla finale
| Pos. | Batteria | Corsia | Atleta            | Nazionalità   | Tempo   | Note |
| ---- | -------- | ------ | ----------------- | ------------- | ------- | ---- |
| 1    | 2        | 5      | Leisel Jones      | Australia     | 2:23.75 | Q    |
| 2    | 2        | 6      | Kirsty Balfour    | Gran Bretagna | 2:25.45 | Q    |
| 3    | 2        | 4      | Suzaan van Biljon | Sudafrica     | 2:25.56 | Q    |
| 4    | 1        | 6      | Megan Jendrick    | Stati Uniti   | 2:26.14 | Q    |
| 5    | 1        | 7      | Luo Nan           | Cina          | 2:27.03 | Q    |
| 6    | 1        | 4      | Sandra Jacobson   | Svezia        | 2:27.24 | Q    |
| 7    | 1        | 3      | Tara Kirk         | Stati Uniti   | 2:27.41 | Q    |
| 8    | 1        | 5      | Birte Steven      | Germania      | 2:27.62 | Q    |
| 9    | 2        | 3      | Seul Ki Jung      | Corea del Sud | 2:27.83 |      |
| 10   | 2        | 2      | Hanna Westrin     | Svezia        | 2:28.55 |      |
| 11   | 1        | 2      | Asami Kitagawa    | Giappone      | 2:28.61 |      |
| 12   | 2        | 8      | Mirna Jukić       | Austria       | 2:29.40 |      |
| 13   | 2        | 7      | Anna Chlistunova  | Ucraina       | 2:30.12 |      |
| 14   | 2        | 1      | Qi Hui            | Cina          | 2:30.45 |      |
| 15   | 1        | 1      | Yuliya Pidlisna   | Ucraina       | 2:31.21 |      |
| 16   | 1        | 8      | Beata Kaminska    | Polonia       | 2:31.42 |      |

### Finale
| Pos. | Corsia | Atleta            | Nazionalità   | Tempo   | Note |
| ---- | ------ | ----------------- | ------------- | ------- | ---- |
|      | 4      | Leisel Jones      | Australia     | 2:21.84 |      |
|      | 5      | Kirsty Balfour    | Gran Bretagna | 2:25.94 |      |
|      | 6      | Megan Jendrick    | Stati Uniti   | 2:25.94 |      |
| 4    | 3      | Suzaan van Biljon | Sudafrica     | 2:26.19 |      |
| 5    | 2      | Luo Nan           | Cina          | 2:27.55 |      |
| 6    | 8      | Birte Steven      | Germania      | 2:28.13 |      |
| 7    | 7      | Sandra Jacobson   | Svezia        | 2:28.25 |      |
| 8    | 1      | Tara Kirk         | Stati Uniti   | 2:28.67 |      |